# Metepsilonema chilotum
Metepsilonema chilotum is een rondwormensoort uit de familie van de Epsilonematidae. De wetenschappelijke naam van de soort is voor het eerst geldig gepubliceerd in 2005 door Clasing.